# Slaget vid Sepeia
Slaget vid Sepeia (494 f.Kr.), var ett fältslag vid den grekiska orten Sepeia nära Tiryns, där spartanska styrkor under Kleomenes I besegrade de argiska, vilket grundlade den spartanska dominansen över Peloponnesos.